# Đại học Milano
Đại học Milano (tiếng Ý: Università degli Studi di Milano,"Statale") là một trong những đại học lớn nhất tại Ý, với khoảng 62.801 sinh viên, đội ngũ cán bộ giảng dạy và cán bộ nghiên cứu gồm 2.455 người và một đội ngũ nhân viên không giảng dạy 2.200 người.
Trường đại học này là một thành viên của Liên đoàn các trường Đại học Nghiên cứu châu Âu.
Trường có 9 khoa, 134 các khóa học nghiên cứu (phân chia các chươgn trình cấp 1 và 2), 19 trường tiến sĩ và 92 trường học chuyên ngành. Đội ngữ 2500 giáo sư đại diện cho đội việc tập trung cao đội ngũ chuyên gia khoa học ở khu vực, trường này được xếp hạng trong số các trường đại học tốt nhất ở Ý và châu Âu.
Đại học Milan đã mở rộng lĩnh vực hoạt động trong những năm qua để đáp ứng nhu cầu của một xã hội phát triển nhanh. Số khoa đã được tăng lên, bao gồm Nông nghiệp, Dược, Thú y, Khoa học chính trị và Khoa học thể dục.

## Tổ chức
Trường đại học Milano có 9 khoa:
- Khoa Nông nghiệp
- Khoa [Nghệ thuật và Triết học
- Khoa Luật
- Khoa Toán, Lý và Khoa học tự nhiên
- Khoa Y và phẫu thuật
- Khoa Dược
- Khoa Khoa học Chính trị
- Khoa Thể thao và Khoa học thể dục
- Khoa Thú y